# Pero ramulata
Pero ramulata är en fjärilsart som beskrevs av Max Joseph Bastelberger 1908. Pero ramulata ingår i släktet Pero och familjen mätare. Inga underarter finns listade i Catalogue of Life.